# Exoprosopa pilatei
Exoprosopa pilatei är en tvåvingeart som först beskrevs av Macquart 1846.  Exoprosopa pilatei ingår i släktet Exoprosopa och familjen svävflugor. Inga underarter finns listade i Catalogue of Life.